# Savenkî, Lebedîn
Savenkî (în ucraineană Савенки) este un sat în comuna Harbuzivka din raionul Lebedîn, regiunea Sumî, Ucraina.

## Demografie
Componența lingvistică a localității Savenkî
     Ucraineană (90%)
     Rusă (10%)
Conform recensământului din 2001, majoritatea populației localității Savenkî era vorbitoare de ucraineană (90%), existând în minoritate și vorbitori de rusă (10%).